# Бретт Гельман
Брет Кліфорд Ґелман (англ. Brett Clifford Gelman) — американський актор і комік. Найбільш відомий за ролями Бретта Моблі в комедійному бойовику Adult Swim «Орлине серце», містера Кей у ситкомі NBC «На старт!», Хеміша в серіалі Comedy Central «Ті самі дні» та Ей Джея в комедійному серіалі FX «Одружені». Зіграв Мартіна в комедії BBC «Погань», з'являвся у «Твін Пікс», «Творити історію» і в ролі Мюррея Баумана в «Дивних дивах».

## Біографія
Гельман народився та виріс у Гайленд-Парку, штат Іллінойс. Батько Гельмана був продавцем фотографій. Вихований в єврейській родині, має молодшу сестру-логопеда.
Закінчив середню школу Гайленд-Парка та школу мистецтв Університету Північної Кароліни, де отримав класичну театральну освіту.

## Кар'єра
Після коледжу Гельман переїхав до Нью-Йорка з однокласником, актором Джоном Дейлі. Перебуваючи в Нью-Йорку, постійно виступав у театрі Upright Citizens Brigade Theatre у складі дуету Cracked Out та скетч-групи Mr. A$$.
Гельман влаштував персональне шоу під назвою «1000 Cats», яке ставив у багатьох місцях.
У 2010 році Гельман з'явився як актор у спеціальній скетч-комедії Comedy Central, створеній Меттом Бессером, «This Show Will Get You High». Гельман знявся у ролі Містера Кей у комедійному серіалі NBC «На старт!» з Меттью Перрі у головній ролі та у ролі Ей Джея в комедійному серіалі FX «Одружені».
У 2014 році Гельман організував спеціальну вечерю під назвою «Вечеря з друзями з Бреттом Гельманом та друзями», яка транслювалася на Adult Swim.
У 2017 році Гельман зіграв головну роль у фільмі «Лимон», сценарій якого написав у співавторстві з Джуді Грір, Майклом Сера, Ніа Лонг і Ґілліан Джейкобс, режисеркою стала дружина Гельмана, Джанікса Браво. Світова прем'єра відбулася на кінофестивалі «Санденс» 22 січня 2017 року.
У 2017 році було оголошено, що Гельман отримав роль у другому сезоні популярного науково-фантастичного вебсеріалу Netflix «Дивні дива» — роль Мюррея Баумана, прихильника теорії змови та колишнього журналіста. На четвертий сезон його включили до основного акторського складу.
У 2018 році він знявся в незалежному повнометражному фільмі «Кімната в оренду» разом із Марком Літтлом, Карлою Галло, Стефні Вейр, Патріком Джей Адамсом та Марком Маккінні. Gunpowder & Sky випустили фільм у США на всіх основних платформах VOD 2 листопада 2018 року.

## Особисте життя
У грудні 2015 року Гельман одружився з Джаніксою Браво. Пара познайомилася в Нью-Йорку під час роботи над рекламою New York Lotto. Розлучилися у 2018 році.

## Фільмографія

### Фільми
| Рік  | Назва                                   | Роль                             | Примітки  |
| ---- | --------------------------------------- | -------------------------------- | --------- |
| 2004 | Чорнобривці: Історія Боббі Герцога      | Член команди Mayhem              |           |
| 2006 | Пряник                                  | Водій бурильщика                 |           |
| 2007 | Спостерігаючи за детективами            | Гленн                            |           |
| 2008 | Stick It в Детройті                     | Хот Род Джонсон                  |           |
| 2009 | Нехай найкращий переможе                | Ведуча мальчишника               |           |
| 2010 | Інші хлопці                             | Хел                              |           |
| 2011 | Їсти                                    | серпень                          |           |
| 2011 | 30 хвилин або менше                     | Бос піци                         |           |
| 2011 | Дуже Гарольд і Кумар 3D Різдво          | Телережисер                      |           |
| 2013 | Робота                                  | Джеф Раскін                      |           |
| 2013 | Жахливо приємно                         | Іван                             |           |
| 2013 | Грегорі Го Бум                          | Том                              | Продюсер  |
| 2014 | Хтось одружується з Баррі               | Гокер                            |           |
| 2016 | Джоші                                   | Грег                             |           |
| 2016 | Зграя чуваків                           | Хауі                             |           |
| 2017 | Лимонний                                | Ісаак Лахманн                    | Сценарист |
| 2017 | Вілсон                                  | Роберт                           |           |
| 2017 | DRIB                                    | Брейді Томпсон                   |           |
| 2017 | Художник-катастрофа                     | Викладач акторської майстерності |           |
| 2017 | Здається кімната                        | Карл Лемей                       |           |
| 2018 | Дикі ночі з Емілі                       | Хіггінсон                        |           |
| 2018 | Як батько                               | Френк Леру                       |           |
| 2019 | Єзавель                                 | Боббі (голос)                    |           |
| 2019 | Гарпун                                  | Оповідач                         |           |
| 2020 | Гарної подорожі: Пригоди в психоделіках | Сам                              |           |
| 2021 | Хлопчик-алігатор Арло                   | Марцелл (голос)                  |           |
| 2021 | Без докорів сумління                    | Віктор Риков                     |           |
| 2022 | Боги геві-металу                        | Доктор Сильвестр                 |           |
| 2022 | Мій домашній крокодил                   | Містер Ґрумпс                    |           |
| 2023 | Оточений                                | містер Філдс                     |           |
| 2023 | Кудлаті перці                           | Віллі                            |           |
| 2023 | Пробивний чувак                         | Гідеон Ван Дер Кой               |           |

### Серіали
| Рік       | Назва                                | Роль                                                                | Примітка                                                                  |
| --------- | ------------------------------------ | ------------------------------------------------------------------- | ------------------------------------------------------------------------- |
| 2005      | Кола                                 | Гонсалес                                                            |                                                                           |
| 2005      | The Colbert Report                   | Спенсер                                                             | Епізод: «Грег Берендт»                                                    |
| 2007      | Товстун застряг в Інтернеті          | Співробітник                                                        | 3 епізоди                                                                 |
| 2007      | Чесність                             | механік                                                             | Епізод: «Механік»                                                         |
| 2008      | Людський гігант                      | Викрадений солдат / Рапзілла / Біллі Крістал                        | 2 епізоди                                                                 |
| 2009      | Секс і Каліфорнія                    | Набридливий хіпстер                                                 | Епізод: «Міа Кульпа»                                                      |
| 2010      | Лабораторія комедії                  | Акторський учасник                                                  | Епізод: «Пенелопа, принцеса домашніх тварин»                              |
| 2010      | Це шоу підніме вас                   | Акторський учасник                                                  | Пілот Comedy Central                                                      |
| 2010      | «Час прикидань» Ніка Свардсона       | Різні                                                               | Episode: «Mudslide Junction»                                              |
| 2010–2011 | Funny or Die Presents                | Нік / Виконавець                                                    | 3 епізоди                                                                 |
| 2010–2011 | The Back Room                        | Містер Америка / Джеймс Гандольфіні                                 | 4 епізоди                                                                 |
| 2010–2012 | The Life &amp; Times of Tim          | Співробітниця / Фанат Уокера / Друг Адама / Дуг Зловмисник (голоси) | 4 епізоди                                                                 |
| 2011      | Happy Endings                        | Карл                                                                | Episode: «Your Couples Friends & Neighbors»                               |
| 2011      | Угамуй свій запал                    | Свиня Паркер                                                        | Episode: «Vow of Silence»                                                 |
| 2011      | Bored to Death                       | Штучний Джонатан                                                    | Episode: «We Could Sing a Duet»                                           |
| 2011–2013 | The League                           | Гевін                                                               | 2 епізоди                                                                 |
| 2011–2014 | Eagleheart                           | Бретт Моблі                                                         | 26 епізодів                                                               |
| 2012      | Офіс                                 | Чарівник                                                            | Епізод: «Вітальна вечірка»                                                |
| 2012      | Comedy Bang! Bang!                   | Адвокат Собак                                                       | Епізод: «Джон Хемм носить світло-блакитну сорочку та сріблястий годинник» |
| 2012      | Aqua Teen Hunger Force               | Rocket Horse (voice)                                                | Епізод: «Рокетний кінь і реактивна курка»                                 |
| 2012–2013 | Go On                                | Містер Кей                                                          | 22 епізоди                                                                |
| 2013      | Ghost Ghirls                         | Кролик                                                              | Епізод: «Я вірю в упирів Міра»                                            |
| 2013      | NTSF: SD: SUV::                      | Габбі Хофштейн                                                      | Епізод: «Чоловік із незамороженого агента»                                |
| 2013      | We Are Men                           | Аліменти Стів                                                       | Епізод: «Ми даруємо Франки»                                               |
| 2013–2014 | П'яна історія                        | Різні                                                               | 2 епізоди                                                                 |
| 2013–2015 | Kroll Show                           | Різні                                                               | 3 епізоди                                                                 |
| 2014      | Surviving Jack                       | Директор Макмаллен                                                  | Епізод: «Ритм — це танцюрист»                                             |
| 2014      | Час пригод                           | Майстер Кільця (голос)                                              | Епізод: «Сумне обличчя»                                                   |
| 2014      | Bad Teacher                          | Дуг Плов                                                            | 5 епізодів                                                                |
| 2014–2015 | Married                              | A.J.                                                                |                                                                           |
| 2014–2016 | Mr. Pickles                          | Cheeseman (голос)                                                   | 2 епізоди                                                                 |
| 2014–2016 | TripTank                             | Джефф (голос)                                                       | 9 епізодів                                                                |
| 2015      | Труднощі асиміляції                  | Пильний самородок                                                   | Епізод: «Наполегливий Ромео»                                              |
| 2015      | Чоловік шукає жінку                  | Демон                                                               | Епізод: «Пляма»                                                           |
| 2015      | Божевільні                           | Даніель                                                             | Епізод: «Людина до людини»                                                |
| 2015      | Comedy Bang! Bang!                   | Містер Знаменитість                                                 | Епізод: «Джеймс Марсден носить сірі штани та чорні високі кросівки»       |
| 2015–2016 | Блант говоріть                       | Ронні                                                               |                                                                           |
| 2015–2018 | Ті самі дні                          | Хеміш Красс                                                         | 20 епізодів                                                               |
| 2016      | Ангел з пекла                        | Лі                                                                  |                                                                           |
| 2016      | Кларенс                              | пан Мозер (голос)                                                   |                                                                           |
| 2016      | Вечеря в Америці з Бреттом Гельманом | Себе                                                                |                                                                           |
| 2016      | Високий вміст                        | Себе                                                                | Епізод: «Селфі»                                                           |
| 2016–2018 | Любов                                | Доктор Грег Колтер                                                  | 10 епізодів                                                               |
| 2016–2020 | Американський тато!                  | Різні голоси                                                        | 6 епізодів                                                                |
| 2016–2019 | Погань                               | Мартін                                                              | 7 епізодів                                                                |
| 2017      | Джефф і деякі прибульці              | Джефф (голос)                                                       | 10 епізодів                                                               |
| 2017      | Творити історію                      | Пол Ревір                                                           | 2 епізоди                                                                 |
| 2017      | Початкові перспективи                | Фогельсайн                                                          | Пілот                                                                     |
| 2017      | Твін Пікс: Повернення                | Наглядач Бернс                                                      | 2 епізоди                                                                 |
| 2017–нині | Дивні дива                           | Мюррей Бауман                                                       | Повторюваний (сезони 2–3), Основний (сезон 4)                             |
| 2018      | Кемпінг                              | Джордж                                                              | 8 епізодів                                                                |
| 2019      | Містер Мерседес                      | Роланд Фінкельштейн                                                 | Повторювана роль; 9 епізодів                                              |
| 2020      | Сім'янин                             | Escape Room Guy (voice)                                             | Episode: «Baby Stewie»                                                    |
| 2020      | Могутні                              | Egg (голос)                                                         | Епізод: «Egg Nag/Game On»                                                 |
| 2021      | Я Серце Арло                         | Марцелл (голос)                                                     | 18 епізодів                                                               |
| 2021      | Корпорація змов                      | Magic Myc (голос)                                                   | 10 епізодів                                                               |
| 2024      | Леді в озері                         | Мілтон Шварц                                                        | 7 епізодів                                                                |